# Krupače
Krupače su naseljeno mjesto u Republici Hrvatskoj u Zagrebačkoj županiji. 

## Zemljopis
Administrativno je u sastavu općine Krašić. Naselje se proteže na površini od 1,05 km².

## Stanovništvo
Prema popisu stanovništva iz 2001. godine u Krupačama živi 71 stanovnik i to u 20 kućanstava. Gustoća naseljenosti iznosi 67,62 st./km².
| broj stanovnika | 62    | 70    | 62    | 69    | 79    | 79    | 80    | 101   | 86    | 82    | 77    | 85    | 87    | 89    | 71    | 54    | 53    |
|                 | 1857. | 1869. | 1880. | 1890. | 1900. | 1910. | 1921. | 1931. | 1948. | 1953. | 1961. | 1971. | 1981. | 1991. | 2001. | 2011. | 2021. |